# Acantholepis
Acantholepis es un género de plantas con flores perteneciente a la familia de las asteráceas. Incluye una sola especie: Acantholepis orientalis Less..
Es considerada un sinónimo de la especie Echinops acantholepis